# Шотландська національна галерея сучасного мистецтва
Шотландська національна галерея сучасного мистецтва (англ. Scottish National Gallery of Modern Art) — музейне зібрання творів сучасного мистецтва, що зберігається в Единбурзі.

## Загальні відомості
Шотландський національний музей сучасного мистецтва був відкритий у 1960 році в будинку Інверлейт-хаус, на території Королівського Ботанічного саду. У 1980 р. він був переведений у своє нинішнє приміщення — будівля в неокласичному стилі в единбурзькому Вест-Енді, побудованому в 1825—1828 роках архітектором Вільямом Барном для школи при шпиталі Джона Вотсона.
Поруч фронтальної частини будівлі розташований Парк скульптур, в якому можна побачити роботи Генрі Мура, Тоні Крегга, Рейчела Вайтреда і Барбари Хепворт. У 2002 році на газоні перед фронтальною частиною було зведено ландшафтним дизайнером і архітектором Чарльзом Дженксом велетенську «земельну» скульптурну форму. За словами її творця, скульптура була інспірована теорією хаосу. За неї в 2004 році музею було присуджено премію Гульбекяна розміром у 100 тисяч фунтів стерлінгів.
До складу зібрання входять роботи таких майстрів сучасного живопису, як Пікассо, Брак, Мондріан, Воргол, Рой Ліхтенштейн, твори Шотландських Колористів, Френсіса Бекона, Пітера Хаусона, Люсьєна Фрейда, Дугласа Гордона і інших. У галереї також проводяться пересувні виставки. Роботи художників-сюрреалістів і дадаїстів зберігаються в единбурзькій галереї Діна.

## Див. також

Фотогалерея
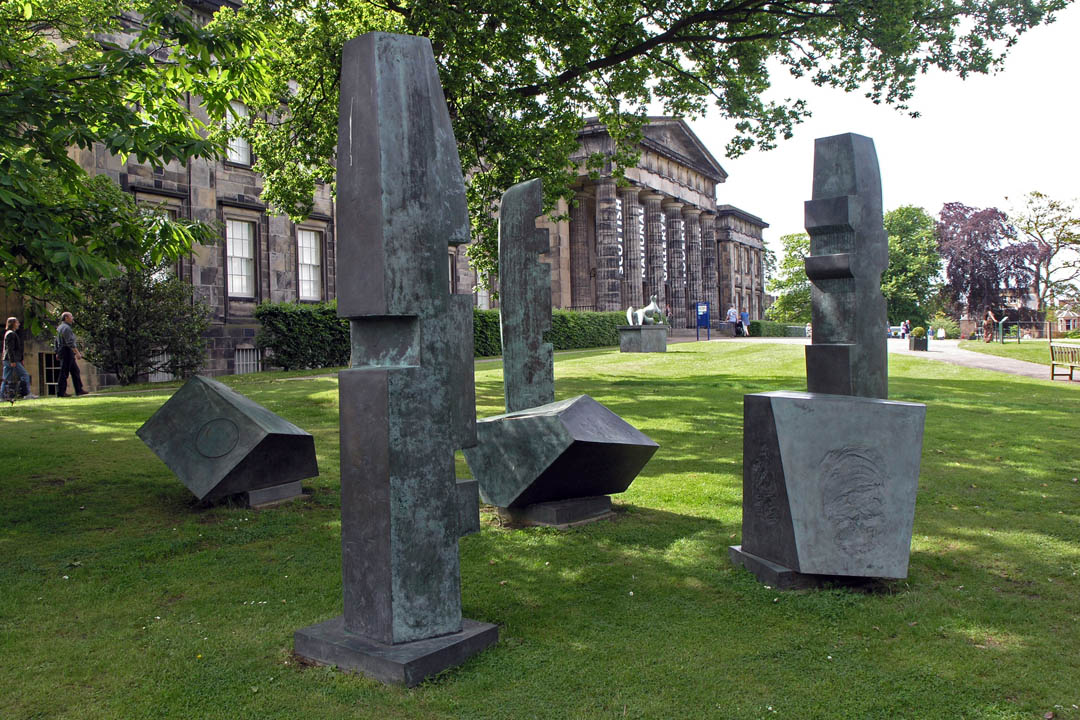
Барбара Хепуорт, Перетворення з магічними каменями (1973)
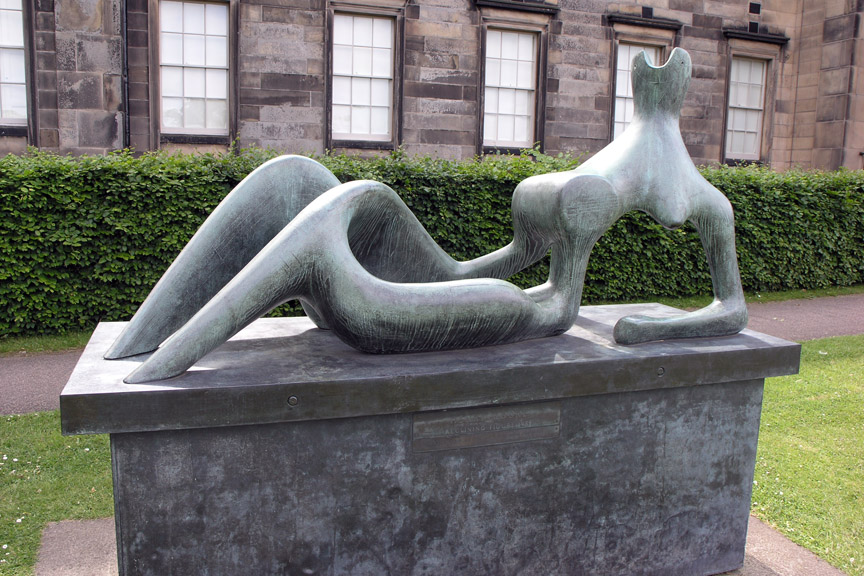
Генрі Мур, Фігура, що сперлася ліктем (1951)
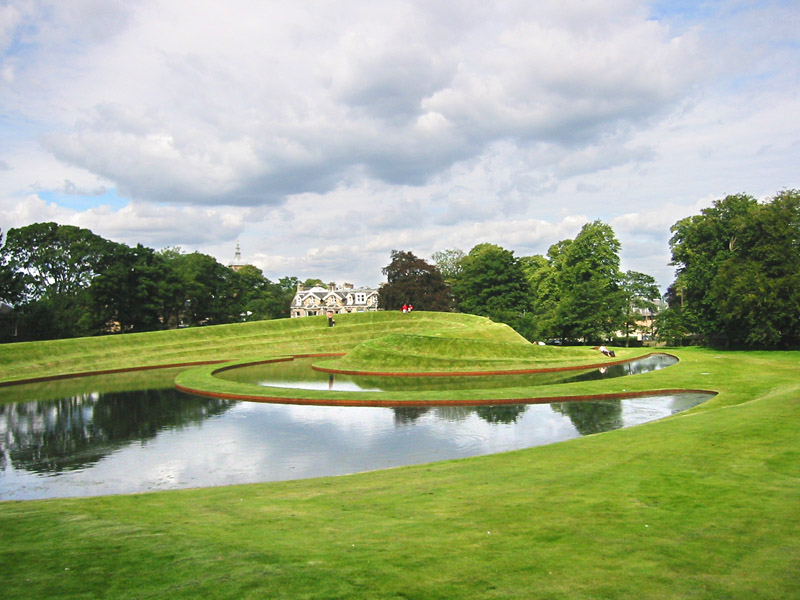
Чарльз Дженкс, Земельна форма
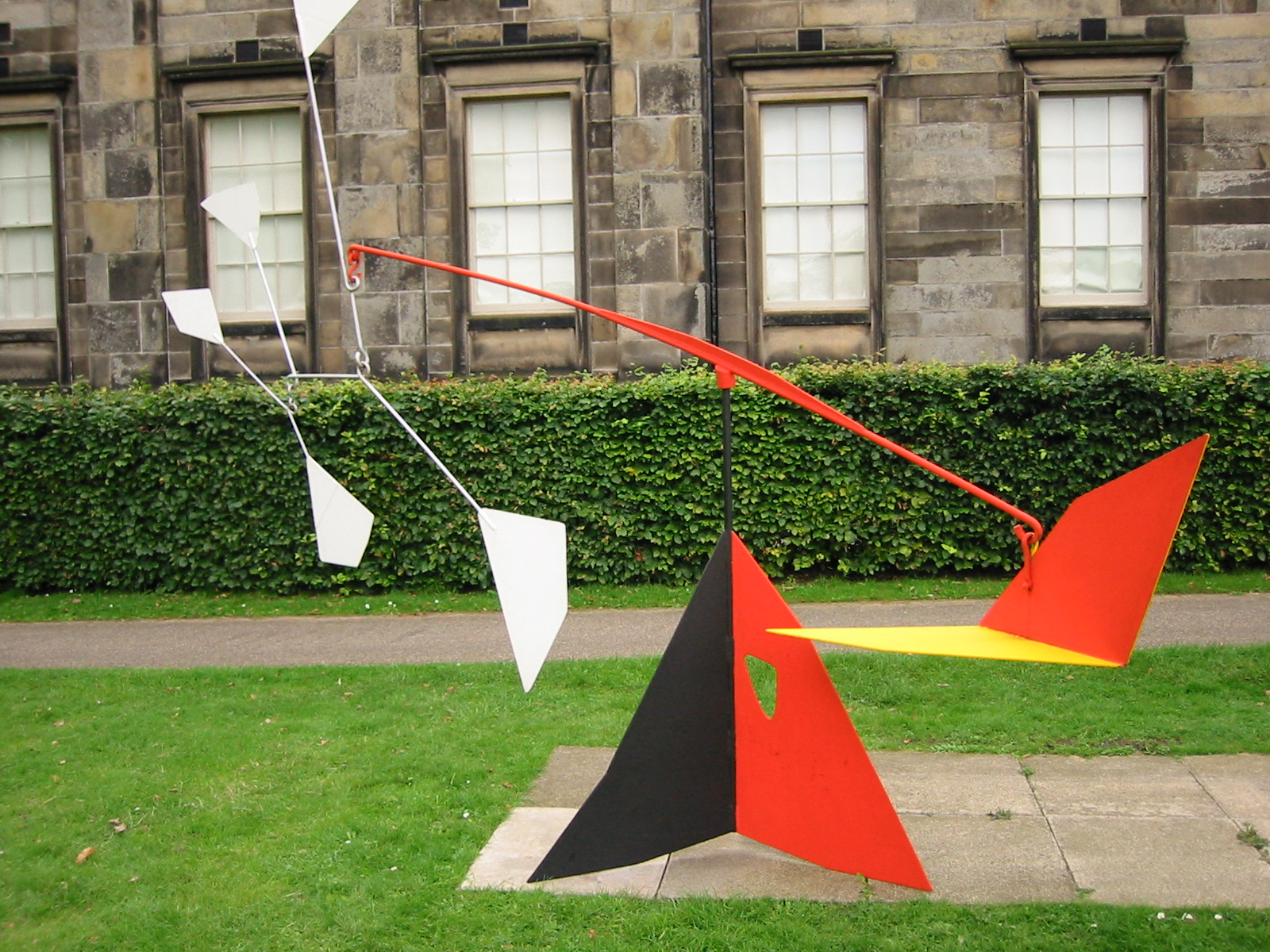
А. Кольдер, Оперення (1953)
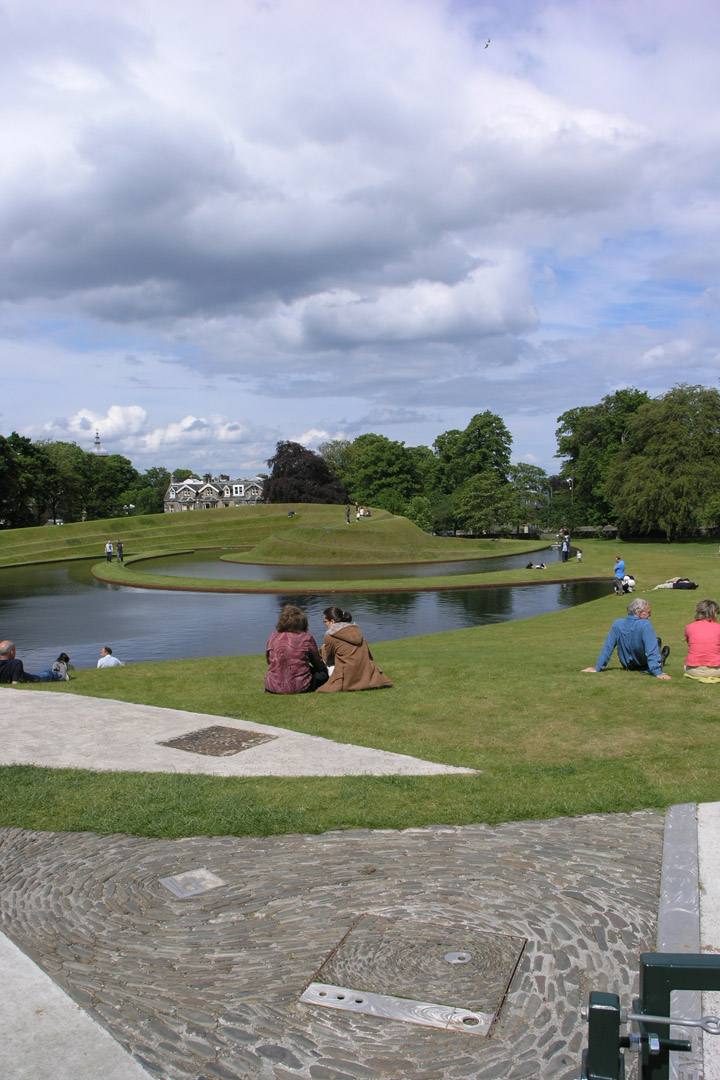
Земельна форма, що завоювала премію Гульбекяна у травні 2004 року

## Ресурси Інтернету
- Museum website
- charles jencks.htm Charles Jencks' Landform
- https://web.archive.org/web/20061105013441/http://www.nationalgalleries.org/collections/

1. ↑  https://www.nationalgalleries.org/visit/scottish-national-portrait-gallery
2. 1 2  https://vocaleyes.co.uk/research/heritage-access-2022/benchmark/
3. ↑  Historic Environment Scotland ID
4. ↑  https://www.nationalgalleries.org/visit/scottish-national-gallery-modern-art
5. ↑  Visitor Figures 2015 // The Art Newspaper — 2016. — Iss. 278. — ISSN 0960-6556